# Prinz zu entsorgen
Prinz zu entsorgen ist eine deutsche Fernseh-Filmkomödie aus dem Jahr 1995.

## Handlung
Wegen eines zynischen und geschmacklosen Werbespots für das Modelabel Lorena wird der Manager Roman zu 100 Stunden gemeinnütziger Arbeit verurteilt, während seine Chefin und Firmengründerin Lorena sich in einer Schönheitsfarm aufhält. Dafür wird der eitle und hedonistische Roman ausgerechnet zu einer Umweltschutzgruppe geschickt. Er fährt mit Chauffeur und Rolls-Royce vor und macht sich lustig über die Bemühungen der Gruppe, einen Transport von radioaktivem Material zu verhindern. Dann fängt er jedoch an, sich für Valerie, eine der Aktivistinnen, zu interessieren, und gerät dadurch in Konkurrenz zu deren Freund Winnetou. Die schüchterne und ernsthafte Valerie lebt mit ihrer Zwillingsschwester, der Künstlerin Eva, zusammen, die jedoch gerade bei einer Ausstellung in Rom ist.
Roman unterstützt die Gruppe nun und nimmt an einer Blockade eines Tors zum Atomkraftwerks-Gelände teil. Valerie und Roman kommen sich langsam näher. Doch dann verschwindet sie und taucht in der Rolle ihrer Zwillingsschwester Eva wieder auf. Sie verbringt eine Nacht in Romans Haus, es gelingt ihr jedoch nicht, ihn zu verführen, was sie als gutes Zeichen für seine Zuneigung ansieht – da er ja glaubt, sie sei Eva, und Valerie nicht mit ihrer Schwester betrügen will. Als am nächsten Tag erst die vor Eifersucht rasende Lorena und dann die echte Eva zurückkehren, überschlagen sich die Ereignisse, führen jedoch für Roman und Valerie zu einem guten Ende.

## Stil
Der Humor des Films entsteht aus dem Zusammenprall der Modewelt mit der Szene der Umweltaktivisten, wobei beide Gruppen satirisch überzeichnet werden. Ein Beispiel dafür ist die Besetzung des Tors zum Kraftwerksgelände: Die Werkpolizei tritt in American-Football-Ausrüstung gegen die Aktivisten an, während ein Journalist die Vorgänge wie ein Sportereignis kommentiert. Später kommt heraus, dass die Aktivisten auf ein Ablenkungsmanöver hereingefallen sind und der Atommüll durch ein anderes Tor abtransportiert wurde.

## Produktion
Der Film wurde von der Fritz Wagner Filmproduktion (FWF) im Auftrag des ZDF produziert.